# Elpídio Barbosa
Elpídio Barbosa (Florianópolis, 2 de setembro de 1909 — Florianópolis, 16 de outubro de 1966) foi um advogado e político brasileiro.

## Vida
Filho de João de Oliveira Barbosa e de Jenny Kumm Barbosa. Descendente de Joaquim Gomes de Oliveira e Paiva.
Bacharel em direito pela Faculdade de Direito de Santa Catarina, em 1938.

## Carreira
Foi deputado à Assembleia Legislativa de Santa Catarina na 2ª legislatura (1951 — 1955).